# Denain
Denain je mesto in občina v severnem francoskem departmaju Nord regije Nord-Pas-de-Calais. Leta 1999 je mesto imelo 20.360 prebivalcev.

## Geografija
Kraj leži v severni Franciji ob izlivu reke Selle v Šeldo 13 km jugozahodno od Valenciennesa, 56 km jugovzhodno od Lilla.

## Administracija
Denain je sedež istoimenskega kantona, v katerega so poleg njegove vključene še občine Abscon, Douchy-les-Mines, Escaudain, Haveluy, Hélesmes in Wavrechain-sous-Denain s 50.873 prebivalci.
Kanton je sestavni del okrožja Valenciennes.

## Zgodovina
V času vojne za špansko nasledstvo se je 24. julija 1712 pri mestu odvijala bitka, v kateri je francoska vojska pod maršalom Villarsom porazila avstrijsko-nizozemsko vojsko, ki ji je poveljeval princ Evgen Savojski.